# サントンジョワ・ハウンド
サントンジョワ・ハウンド（英：Saintongeois Hound）は、フランスのサントンジュ地方原産のセントハウンド犬種のひとつである。

## 歴史
中世の時代から存在していたといわれるが、詳しい生い立ちは不詳である。貴族によって飼育・管理が行われていた猟犬である。
主に狼を狩ることを専門として用いられた。大きめのパックで狼の臭いを追跡し、発見するとそれと戦った。自らの手で狼を仕留めることはできないが、戦ってそののど元を抑えることができ、その状態で主人が到着するまで1時間ほどキープすることができた。
又、本種は狼猟犬として非常に優秀な能力を持っていると評価され、ジェヴォーダンの獣という、狼に似た魔獣を退治するためにその出没地へ派遣され、捜索に加わったこともあった。ジェヴォーダンの獣は人を次々と襲って殺す正体不明の魔獣で、これ以上犠牲者を増やさないために早急に退治をしなければならなかった。尚、ジェヴォーダンの獣退治には本種の他にブラッドハウンドのパックも多く繰り出され、莫大な懸賞金がかけられていたため多くの狩人が参加した。しかし、結局誰も発見できず、懸賞金は誰の手にも渡らなかった。ちなみに、その後ジェヴォーダンの獣は一度捕獲されたといわれたが、それは誤報でその後も被害は続き、結局だれもそれを退治することができなかった。
狼猟犬として南仏の貴族に人気があったが、フランス革命の戦渦を大きく被り、実に98%ものサントンジョワが死亡し、犬種として壊滅的なダメージを受けてしまった。生き残ったのはたった3頭で、雌のミネルヴ号と雄のメラント号、フエ号だけだった。この犬たちを所有していたのはポルトーループ公爵という人物であったが、身を追われ国外へ亡命せざるを得なくなってしまったため、犬たちは公爵の友人に託されて繁殖が行われることになった。
その後3頭の子孫はサン・レジェ伯爵という人物の手に渡り、狼狩り用のパックが再構成された。能力が高く純血度もきわめて高かったことが評価されていたが、近親交配が原因で犬質は年々、大きく低下していった。これは3頭の子孫が他の血が入れられることなく近親交配を繰り返させられていたことが原因である。これはサン・レジェ伯の純血への拘りが強すぎたことや他の血を入れることで別の犬になってしまうという懼れや、近親交配のリスクに関する知識が乏しかったなどの説があげられているが、詳しいことは分かっていない。
サン・レジェ伯が老年になるとサントンジョワ・ハウンドは犬質が最低のランクに落ちてしまい、種として死に絶える寸前の状態になってしまっていたが、1840年代にカライヨン・ラ・トゥール男爵というセントハウンドのブリーダーが生き残っている犬を全て引き取り、かつての犬質を取り戻すための計画繁殖を開始した。更に狼以外にもイノシシやシカなども狩れ、狼が狩れなくなっても生き残ることができるように改良が加えられた。又、男爵の友人がブリードしているグラン・ブルー・ド・ガスコーニュをこれに掛け合わせ、仕上げに若干アリエージョワの血を加えた。これにより本種はグラン・ガスコン・サントンジョワという新しい犬種に生まれ変わった。

## 特徴
脚の長い、均等が取れた体を持つセントハウンドである。筋肉質の引き締まった体つきをもち、力が強い。頭部は小さめで胸は広く、マズルは太く短い。ストップは浅い。耳は前方についた長い垂れ耳、尾は飾り毛のない先細りの垂れ尾。コートはスムースコートで、毛色はホワイトをベースにして顔などにブラック、目の上にタンのマーキングが入る。これに加えて体の一部にブラックの斑と、ブルー或いはブラックの薄く細かい、目障りにならない程度のブチが入ることもある。体高66〜76cmの大型犬で、性格は冷静で落ち着きがあり、知的で愛情深い。狩猟中もあせることなく状況判断をすることができ、嗅覚が非常に優れている。スタミナが多く、走るのが速く運動量は莫大。パックで狩りをするタイプの猟犬なので、友好的な性質であった。